# William Matheus
Pour les articles homonymes, voir Matheus.
William Matheus da Silva, dit William Matheus, né le 2 avril 1990 à Rio de Janeiro, est un footballeur brésilien qui évolue au poste de latéral gauche.

## Biographie

### En club
Le 29 juillet 2014, il s'engage pour quatre ans au Toulouse Football Club. Lors de son premier match de Ligue 1 contre l'OGC Nice le 9 août 2014, il délivre sa première passe décisive pour un but de Wissam Ben Yedder, il se voit ainsi remettre la distinction honorifique de meilleur violet à Nice par les internautes sur le site du Toulouse FC.
Après deux saisons passées sur les rives de la Garonne sans s'imposer, Matheus est prêté pour un an au club carioque de Fluminense. Après six mois dans le club de Rio il est transféré au Coritiba Foot Ball Club de Curitiba où il signe un contrat de trois ans.

## Statistiques
| Saison                | Club                  | Championnat           | Championnat | Championnat | Coupe nationale | Coupe nationale | Coupe de la Ligue | Coupe de la Ligue | Autres compétitions1 | Autres compétitions1 | Total | Total |
| Saison                | Club                  | Division              | M.          | B.          | M.              | B.              | M.                | B.                | M.                   | B.                   | M.    | B.    |
| 2008                  | Figueirense FC        | Série A               | 22          | 0           | -               | -               | -                 | -                 | -                    | -                    | 22    | 0     |
| 2012                  | EC Bahia              | Série A               | -           | -           | 1               | 0               | -                 | -                 | 17                   | 0                    | 18    | 0     |
| 2012                  | Vasco da Gama         | Série A               | 21          | 0           | -               | -               | -                 | -                 | -                    | -                    | 21    | 0     |
| 2013                  | Goiás EC              | Série A               | 34          | 2           | 9               | 1               | -                 | -                 | 16                   | 0                    | 59    | 3     |
| 2014                  | SE Palmeiras          | Série A               | 6           | 0           | 2               | 0               | -                 | -                 | 4                    | 1                    | 12    | 1     |
| 2014-2015             | Toulouse FC           | Ligue 1               | 10          | 0           | 0               | 0               | -                 | -                 | -                    | -                    | 10    | 0     |
| 2015-2016             | Toulouse FC           | Ligue 1               | 14          | 0           | 1               | 0               | -                 | -                 | -                    | -                    | 15    | 0     |
| 2016                  | Fluminense FC (prêt)  | Série A               | 20          | 0           | 4               | -               | -                 | -                 | -                    | -                    | 24    | 0     |
| 2017                  | Coritiba FC           | Série A               | 22          | 0           | 9               | 1               | -                 | -                 | -                    | -                    | 31    | 1     |
| 2018                  | Coritiba FC           | Série B               | 17          | 0           | 9               | 1               | -                 | -                 | -                    | -                    | 26    | 1     |
| 2018                  | Guarani FC (prêt)     | Série B               | -           | -           | 13              | 2               | -                 | -                 | -                    | -                    | 13    | 2     |
| 2019                  | Coritiba FC           | Série B               | 22          | 1           | -               | -               | -                 | -                 | -                    | -                    | 22    | 1     |
| Total sur la carrière | Total sur la carrière | Total sur la carrière | 166         | 3           | 39              | 3               | -                 | -                 | 37                   | 1                    | 242   | 7     |

Légende : 1Autres compétitions = Championnat Paulista, Championnat Goiano, Championnat Baiano.